# Kuwait Airways

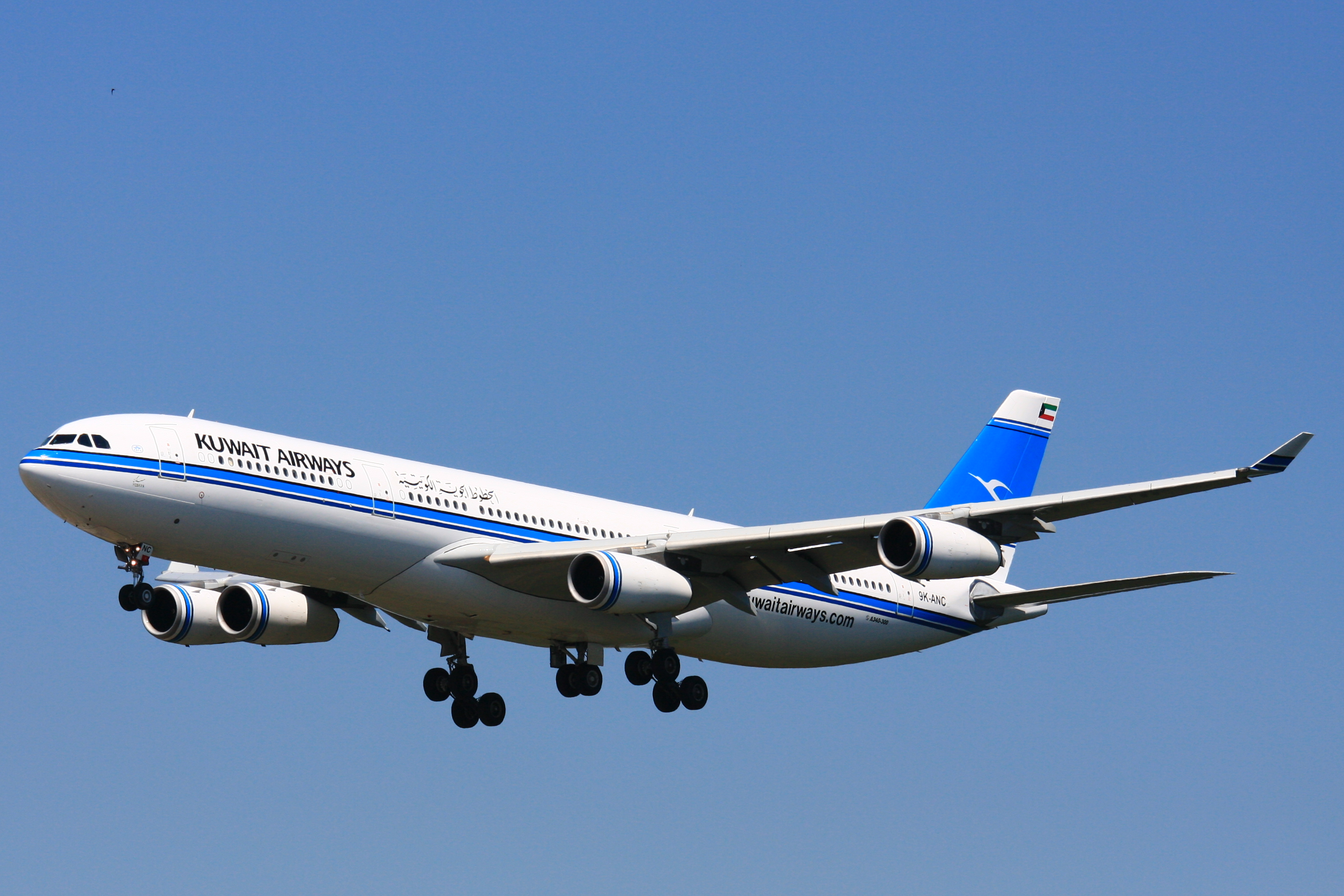
Obecnie niewykorzystywany przez linię Airbus A340-300 w starym malowaniu Kuwait Airways

Kuwait Airways, arab.  الخطوط الجوية الكويتي – kuwejckie narodowe linie lotnicze, z siedzibą w Kuwejcie. Głównym węzłem jest port lotniczy Kuwejt.
Agencja ratingowa Skytrax przyznała liniom trzy gwiazdki.

## Flota
Według stanu na maj 2025 flota Kuwait Airways składała się z 26 samolotów pasażerskich o średnim wieku 5,4 lat:
| Samolot          | Samolot | Samolot   | Liczba miejsc | Liczba miejsc | Liczba miejsc | Liczba miejsc | Liczba miejsc | Uwagi                     |
| Model            | Aktywne | Zamówione | F             | B             | P             | E             | Łącznie       | Uwagi                     |
| ---------------- | ------- | --------- | ------------- | ------------- | ------------- | ------------- | ------------- | ------------------------- |
| Airbus A320neo   | 9       | -         | -             | 12            | -             | 122           | 134           |                           |
| Airbus A321neo   | 1       | 2         | -             | 16            | -             | 150           | 166           |                           |
| Airbus A330-800  | 4       | -         | -             | 32            | -             | 203           | 235           |                           |
| Airbus A330-900  | 2       | 5         | -             | 32            | 21            | 225           | 278           | W trakcie dostawy od 2024 |
| Boeing 777-300ER | 10      | -         | 8             | 36            | 54            | 236           | 334           |                           |
| Łącznie          | 26      | 5         |               |               |               |               |               |                           |

## Porty docelowe
W 2025 linie realizowały bezpośrednie połączenia do 58 portów lotniczych w 33 krajach Bliskiego Wschodu, Azji Południowej, Europy Zachodniej i Stanów Zjednoczonych.